# Harriet Margaret Louisa Bolus
Harriet Margaret Louisa Bolus (n. 31 iulie 1877, Burgersdorp, Eastern Cape, Africa de Sud – d. 5 aprilie 1970, Cape Town, Africa de Sud) a fost o  botanistă și taxonomă sud-africană. Bolus a mers la școală în Port Elizabeth (Africa de Sud) și și-a luat diploma de licență în Cape Town în 1902.